# 人质 (电视剧)
《人质》（英語：Hostages）是美國一部电视剧，将于2013年秋季在哥伦比亚广播公司周一晚10点档期播出，首集将于2013年9月23日播出。

## 简介
在解救人质上表现优越的探员邓肯·卡莱尔带着同为探员的小舅克莱默·德莱尼、退役军人阿切尔·佩蒂特和神秘的玛丽亚·冈萨雷斯挟持桑德斯一家，要求很简单，让埃伦在次日予美国总统執行手术上让他死亡，邓肯的背后有着强大的幕后操手，详细的调查了桑德斯一家近年来的一切包括埃伦丈夫布赖恩的不为人知的恋情。另一边邓肯的妻子在医院昏迷不醒女儿吵着想见母亲，而邓肯的小舅子克莱默也并非忠于邓肯。面对一切埃伦却选择通过失误拖延手术来和绑架团伙做抗争。

## 演员和角色
- 托妮·克莱特 饰 埃伦·桑德斯（Ellen Sanders）优秀的华盛顿医生。
- 迪伦·麦克德莫特 饰 邓肯·卡莱尔（Duncan Carlisle）优秀的FBI探员，另一面却是绑架桑德斯一家的主要参与者。
- 泰特·多诺万 饰 布赖恩·桑德斯（Brian Sanders）埃伦的丈夫，伴随着不为人知的绑架计划还有绑匪掌握他出轨的事。
- 奎恩·谢法德（英语：Quinn Shephard） 饰 摩根·桑德斯（Morgan Sanders）埃伦的女儿。
- 马泰斯·瓦德 饰 杰克·桑德斯（Jake Sanders）埃伦的儿子。
- 比利·布朗 饰 阿切尔·佩蒂特（Archer Petit）退伍军人，性格十分暴躁。
- 何家蓓 饰 玛丽亚·冈萨雷斯（Maria Gonzales）团伙中最为神秘的人。
- 萊斯·柯羅 饰 克莱默·德莱尼（Kramer Delaney）同为探员是邓肯的小舅子。
- 詹姆斯·诺顿 饰 保罗·金凯（Paul Kincaid）美国总统，他是邓肯一伙的目标。

## 开发和制作
2012年10月2日哥伦比亚广播公司购入一部由以色列剧集改变的剧集《Hostages》。2013年1月17日哥伦比亚广播公司宣布拍摄本剧的试映集，本剧的开发者杰弗利·纳赫马诺夫将执导并担任试播集的编剧
2013年5月10日哥伦比亚广播公司宣布预定本剧于2013年－2014年播出。

### 选角
在宣布拍摄试播集当日同时确认托妮·克莱特将饰演主角埃伦。
2013年2月13日确认迪伦·麦克德莫特将饰演联邦探员邓肯。
2月15日确认何家蓓将饰演玛丽亚；马泰斯·瓦德将饰演埃伦未成年的儿子；奎恩·谢法德饰演Ellen未成年的女儿。
2月19日确认泰特·多诺万将饰演埃伦的丈夫布赖恩·桑德斯。
2月22日确认萊斯·柯羅将饰演邓肯的小舅子克莱默他也是FBI探员。
2月26日确认比利·布朗将饰演退役军人阿切尔。
2月28日确认詹姆斯·诺顿将饰演美国总统。

## 系列总览
| 集数 | 标题  | 导演              | 编剧              | 首播日期      | 制作代码 | 美国收视人数 (百万) |
| ---- | ----- | ----------------- | ----------------- | ------------- | -------- | ------------------- |
| 1    | Pilot | 杰弗利·纳赫马诺夫 | 杰弗利·纳赫马诺夫 | 2013年9月23日 | 待公佈   | N/A                 |